# Kenny Kadji
Kenneth Kadji, detto Kenny (Douala, 19 maggio 1988), è un cestista camerunese.

## Palmarès
- Campionato italiano: 1

Dinamo Sassari: 2014-15
- Coppa Italia: 1

Dinamo Sassari: 2015